# Šánídár-karím-šáhirská kultura

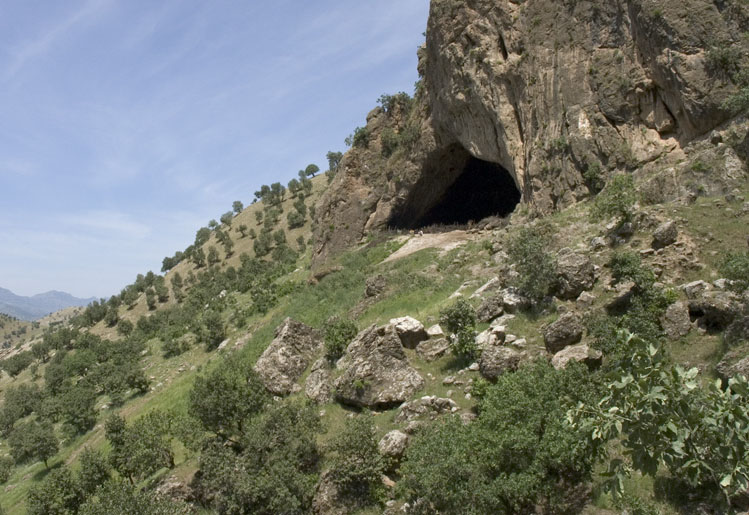
Jeskyně Šanídár

Šánídár-karím-šáhirská kultura je klasická archeologická kultura z protoneolitického období, která se kolem roku 9000 př. n. l. objevuje v oblasti severovýchodního Iráku, dnešního Kurdistánu. Trvá asi jedno tisíciletí. Mezi její nejvýznamnější naleziště patří Záví Čemi Šanídár, Karím Šáhir, M'lefaat, Gird-Čai a Šanídár, zde vrstva B 1.
Protoneolit je obdobím, kdy člověk ve svém vývoji dospěl do fáze, v níž už nebyl pasivním přizpůsobovatelem vůči silám přírody, nýbrž začíná být aktivní a vzniká výroba potravin. Kurdistán byl jedním z míst vzniku prvotního zemědělství, protože zde v divoké přírodě rostlo obilí (hlavně pšenice dvojzrnka) a bylo tu možno ochočit i první hospodářská zvířata, kozu a ovce. Domestikace postupně vedla k tomu, že se obilí začalo pěstovat i mimo oblast přirozeného výskytu.
Šanídár-karím-šáhirská kultura, nazvaná podle dvou základních nalezišť, je nejstarší známou protoneolitickou kulturou, časově předchází obdobným kulturám v Palestině a Anatolii. Lidé zde žili v sezónních obydlích. Zimní byla jeskynní, letní měla kulaté domy o průměru asi 4 metry stavěné z velkých kamenů, nadstavba mohla být stanová. 
Nálezy svědčí o zpracování obilí (ruční kamenné mlýnky). Obilí (pšenice, ječmen) mohlo už být pěstované, ale dosud nebylo domestikované, nelišilo se nijak od divokých odrůd (nenastaly mutace). Kultura je omezena na oblast přirozeného výskytu těchto druhů obilí. Byly nalezeny srpové pazourkové čepele, mlaty a klíny. K lovu sloužily nástroje zakončované měsíčkovitými a trojúhelníkovými šipkami. Loví se jelen, záhy začíná převládat chov ovcí.   
Kolem roku 8000 př. n. l. protoneolit v Iráku střídá nová neolitická fáze, tzv. raný neolit. Šanídár-karím-šáhirskou kulturu střídá vyspělejší džarmská kultura.